# Evropska razvodnica
Glavna evropska razvodnica je drenažna ločnica ("razvodje"), ki ločuje porečja rek, ki se izlivajo v Atlantski ocean, Severno morje in Baltsko morje, od tistih, ki napajajo Sredozemsko morje, Jadransko morje in Črno morje. Razteza se od vrha Iberskega polotoka pri Gibraltarju na jugozahodu do endoreičnega bazena Kaspijskega jezera v Rusiji na severovzhodu.

## Potek

### Atlantik-Mediteran
Razvodje poteka proti severu skozi Španijo na Iberskem polotoku proti Biskajskemu zalivu vzdolž porečja Guadalquivirja, Guadiane, Tagusa in Duera na zahodu do izvirov Ebra v Kantabriji. Nato sledi glavnemu grebenu Pirenejev proti vzhodu do Andore, kjer se ponovno obrne proti severu skozi Francijo vzdolž povodja Garone (z vrhom Canal du Midi pri Seuil de Naurouze), Loare in Sene na zahodu in Rone na vzhodu, ki ga označuje gorovje Cévennes med izviroma pritokov Allier in Ardèche. Evropsko razvodje se sreča s celinsko ločnico Atlantik-Severno morje na trojni točki med Atlantikom, Severnim morjem in Sredozemskim morjem pri gori Piémont v severovzhodni Franciji.
Pri Belfort Gapu južno od Vogezov loči porečje Rone na jugozahodu od drenaže Meuse in Rena na severovzhodu, zavije proti jugu do gorovja Švicarska Jura in poteka med Ženevskim in jezerom Neuchâtel. Doseže Bernske Alpe, kjer prečka Jungfrau in Finsteraarhorn, na 4274 m visoki točki razvodja, preden se spusti na prelaz Grimselpass, se dvigne do Dammastocka, preden prečka prelaz Furka in se pridruži alpskemu razvodju blizu Witenwasserenstocka, trojnega razvodja rek Rone, Rena in Pada. Vzhodno od tod prečka prelaz Gotthard in teče vzdolž Adulskih Alp, dokler ne doseže trojne točke Rena, Pada in Donave na »strehi Evrope« pri Piz Lunghinu zahodno od prelaza Maloja.

### Atlantik-Črno morje
Ločnica se nadaljuje proti severu vzdolž Albulskih Alp do prelazov Julier, Albula in Flüela južno od Davosa, med povodjem Rena, ki se preko Nizozemske izliva v Severno morje, in Donavo, ki teče proti vzhodu in se izliva v Črno morje. Vstopi v Avstrijo pri Piz Buinu v Silvretskih Alpah, poteka vzdolž masiva Arlberg in tvori mejo med deželama Tirolska in Predarlska. Doseže Bavarsko v Nemčiji prek grebena Allgäuskih Alp in zapusti Visoke Alpe pri pogorju Adelegg blizu Kemptna.
Znotraj alpskega vznožja teče severno od porečja Schussen Bodenskega jezera proti izviroma Brigacha in Brega, izvira Donave v Schwarzwaldu. Nato sledi glavnemu grebenu Švabske in Frankovske Jure s prečkanjem kanala Ren–Majna–Donava proti severovzhodu do Fichtelgebirge in jugovzhodno vzdolž Češkega gozda, ki tvori mejo med Nemčijo in avstrijskima regijama Mühlviertel in Waldviertel s Češko, kjer veliko češko kotlino odmaka reka Laba. Ponovno zavije proti severovzhodu vzdolž Češko-moravskega višavja-Javořice do gorovja Snieznik v vzhodnih Sudetih na meji s Poljsko, kjer je trojna točka Orlice, Laba (Severno morje); Morava, Donava (Črno morje); in vzhodna Neisse, Odra (Baltsko morje) je na vrhu Trójmorskega Wiercha (Klepáč, Klappersteine, Vrh treh morij, 1144 m nadmorske višine). Na tej točki se evropsko razvodje poveže s celinskim razvodom med Severnim in Baltskim morjem.
Razvodje se nadaljuje v vzhodni smeri vzdolž Visokega Jeseníka navzdol do Moravskih vrat in navzgor v Beskide, s porečji Odre in Visle na severu ter doseže trojno točko Poljske s Slovaško in Ukrajino v gorovju Bieszczady. Nato gre povodje proti severovzhodu blizu meje med Poljsko in Ukrajino, gre skozi mesto Lvov in preko Volina vstopi v Belorusijo. Nato poteka proti vzhodu-severovzhodu vzdolž Beloruskega grebena in se nadaljuje do Smolenske oblasti v Rusiji, konča pa se na trojni točki s Kaspijskim povodjem v okrožju Sičjovski, blizu središča med zahodnima ruskima mestoma Smolensk in Tver.

## Značilnosti
Razvodje ni jasno opredeljena ločnica.
Na primer, tektonika na območju, ki je zdaj nižina Zgornjega Porenja, je ustvarila reko Ren. Ostrejši višinski gradient Rena na njegovi veliko krajši poti do Severnega morja povzroča veliko močnejšo vzdolžno erozijo kot pri mnogo starejši reki Donavi. Zato Ren in njegovi pritoki vdirajo globlje v freatska območja Švabskega krasa in celo zajamejo zgornjo Donavo in njene površinske pritoke.  Pričakuje se, da bo zgornji tok Donave nekega dne popolnoma izginil v korist Rena.